# Secuestrado (película de 1986)
Secuestrado (Kidnapped en inglés) es una película animada de 1986 dirigida por Geoff Collins. Su trama se basa en la novela Las aventuras de David Balfour, del escritor escocés Robert Louis Stevenson, publicada en 1886, adaptada por Leonard Lee. La película, que consta de 49 minutos de duración, emplea las voces de Tom Burlinson como Alan Breck y Matthew Fargher en el papel principal de David Balfour. Fue coproducida por Roz Phillips y Tim Brooke-Hunt para el estudio australiano Burbank Films Australia, y estrenada en televisión. La película y sus másteres pertenecen en la actualidad al dominio público.

## Reparto
| Actor           | Personaje        |
| --------------- | ---------------- |
| Matthew Fargher | David Balfour    |
| Tom Burlinson   | Alan Breck       |
| Wallas Eaton    | Ebenezer Balfour |
| Judith Fisher   |                  |
| Scott Higgins   |                  |
| Richard Meikle  |                  |
| David Nettheim  |                  |